# Kryptologia kwantowa
Kryptologia kwantowa – metody wykonywania zadań kryptograficznych przy użyciu informatyki kwantowej.

## Kryptoanaliza kwantowa
Za pomocą hipotetycznych komputerów kwantowych można szybko dokonywać pewnych obliczeń, których nie da się zrealizować w realnym czasie na zwykłych komputerach opartych na półprzewodnikach krzemowych. Chodzi tu przede wszystkim o faktoryzację dużych liczb algorytmem Shora, co pozwoliłoby na łamanie szyfrogramów utworzonych metodą RSA. Jednak dla większości systemów nie są znane żadne zastosowania obliczeń kwantowych w ich kryptoanalizie.

## Szyfrowanie kwantowe
Służy do przekazywania danych na niewielkie odległości (kilkanaście do kilkadziesiąt kilometrów) za pomocą światła. 
Przykładowo, przesyłana informacja kodowana jest na pojedynczych fotonach. W zależności od kierunku polaryzacji (poziomego lub pionowego) foton przechodzi przez filtr polaryzacyjny na stacji odbiorczej, bądź nie przechodzi, przekazując wartość logiczną 0 lub 1. Dodatkowo polaryzatory mogą być ustawiane z odchyleniem 0° lub 45°, a klucz określa sekwencje użytych polaryzatorów. Zakładając, że będzie przechwytywana wiadomość składającą się tylko z 1 bitu, ustawia się polaryzator w dowolnej pozycji. Jeżeli nastąpiła pomyłka, to foton ma 50% szans na przekazanie wiadomości (statystycznie 50% fotonów przejdzie przez źle ustawiony polaryzator), jeżeli natomiast polaryzator był ustawiony prawidłowo, foton przekaże właściwą informację. Ponieważ jednak nie możemy określić w których przypadkach ustawiliśmy polaryzator dobrze, a w których źle, nie możemy również rozszyfrować wiadomości.

## Wymiana kluczy
Głównym pomysłem w kwantowej wymianie kluczy jest używanie najmniejszych możliwych porcji energii (kwantów) do przekazania informacji. Należy jednak mieć na uwadze, że każda próba odczytu informacji powoduje jej bezpowrotne zniszczenie. Nie ma sposobu przechwycenia transmisji bez jej zakłócenia, więc kluczowe informacje mogą być wymieniane z dużą pewnością zachowania tajemnicy.
Algorytm:
- Alicja losuje klucz i przesyła go Bobowi poprzez losowo ustawione nadajniki.
- Bob za pomocą losowo ustawionych detektorów odbiera transmisję od Alicji.
- Bob jawnym kanałem przekazuje, w jaki sposób ustawił swoje detektory.
- Alicja informuje Boba, w których przypadkach się pomylił.
- Bob i Alicja jawnym kanałem porównują co najmniej kilkadziesiąt bitów z uzyskanego klucza.
- W przypadku próby przechwycenia uzgadnianego klucza, intruz spowoduje powstanie różnicy w porównywanych przez Alicję i Boba fragmentach z prawdopodobieństwem zależnym od wielkości porównywanej próbki. W tym wypadku Alicja i Bob rozpoczną cały proces uzgadniania klucza od początku.

## Bezpieczeństwo
W praktyce kwantowa wymiana kluczy jest podatna na szereg potencjalnych problemów praktycznych i błędów implementacyjnych, które mogą spowodować wyciek bitów klucza.